# 道歌
道歌（どうか）は、道徳的な、または教訓的な短歌をいう。様々な体験から出た世智であり、訓戒である。昔から日本人に親しまれている。

## 道歌について
道を教える道歌とは、随分古い時代からあった。最初から道歌として作ったものと、普通の短歌を道歌として借用する場合がある。借用する場合文句が変化することもある。短歌は日本人の口調に適し、暗誦しやすいので親しまれた。道歌そのものは以前から作られていたが、室町時代につくられた運歩色葉集という辞典に道歌という字があったという。江戸時代の心学者が盛んに道歌を作った。その後道歌が盛んになった。

## 道歌の例
例としては、以下の句が挙げられる。
- 「目鼻口手足は人の並なれど、心一つで廃る身体ぞ」
- 「目で見せて耳で聞かせてして見せて、やらせて褒めにゃ事ならぬなり」

山本五十六の有名な言葉「して見せて、言って聞かせて…」よりも古くから同じ意味の道歌が詠まれていた。
- 「濃茶には湯加減あつく服は尚ほ泡なきやうにかたまりもなく」(利休道歌)
- 「我が恩を仇にて返す人あらば　又その上に慈悲を施せ」（伝真阿上人）[2]
  - 馬太伝第５章の著名な句「汝の右の頬をうたば左をも向けよ」と同じ意味である。

今昔秀歌百撰で道歌を、井上雅夫が撰出している。ただし出典が未記載。
- 慈悲まこと正直も皆我身より現はれ出る光ぞと知る（石田梅岩）

## 道歌集
古いものを挙げる。
- 荒木田守武『世中百首』:　連歌師で（1473年 - 1549年）世の中で始まる教訓歌を作った。
- 『最明寺百首』
- 大塚久成　『竹馬歌』：肥後藩の儒者大塚久成が童に教えるために作った。教育上ためになるものが多い。
- 久保倉弘政　『心百首』
- 『日新斎伊呂波歌』
- 手塚坦庵　『眠覚の余韻』
- 野田成勝　『頭歌要語集』
- 三五園月麿　『道歌心写画』
- 大島有隣　『心学和合歌』
- 大島有隣　『心学道歌集』
- 曾根守愚　『心学道歌集』
- 徳川斉昭　『明倫歌集』
- 二宮尊徳　『二宮尊徳翁道歌集』
- 大江栄人　『教訓歌集』
- 松尾茂　　『道歌大観』

## 文献
- 木村山治郎　『道歌教訓和歌辞典』 1998 東京堂出版　東京　ISBN 4-490-10490-1
- 八波則吉　 『道歌清談』　1936 実業の日本社　東京
- 松尾茂編　 『道歌大観』  1911 光融館　東京